# Bandeira de São João de Meriti
A Bandeira de São João de Meriti é um dos símbolos oficiais de São João de Meriti, município do Rio de Janeiro.

## Descrição
Seu desenho consiste em um retângulo de fundo azul. No centro da bandeira está o brasão municipal.